# Zhou Fang

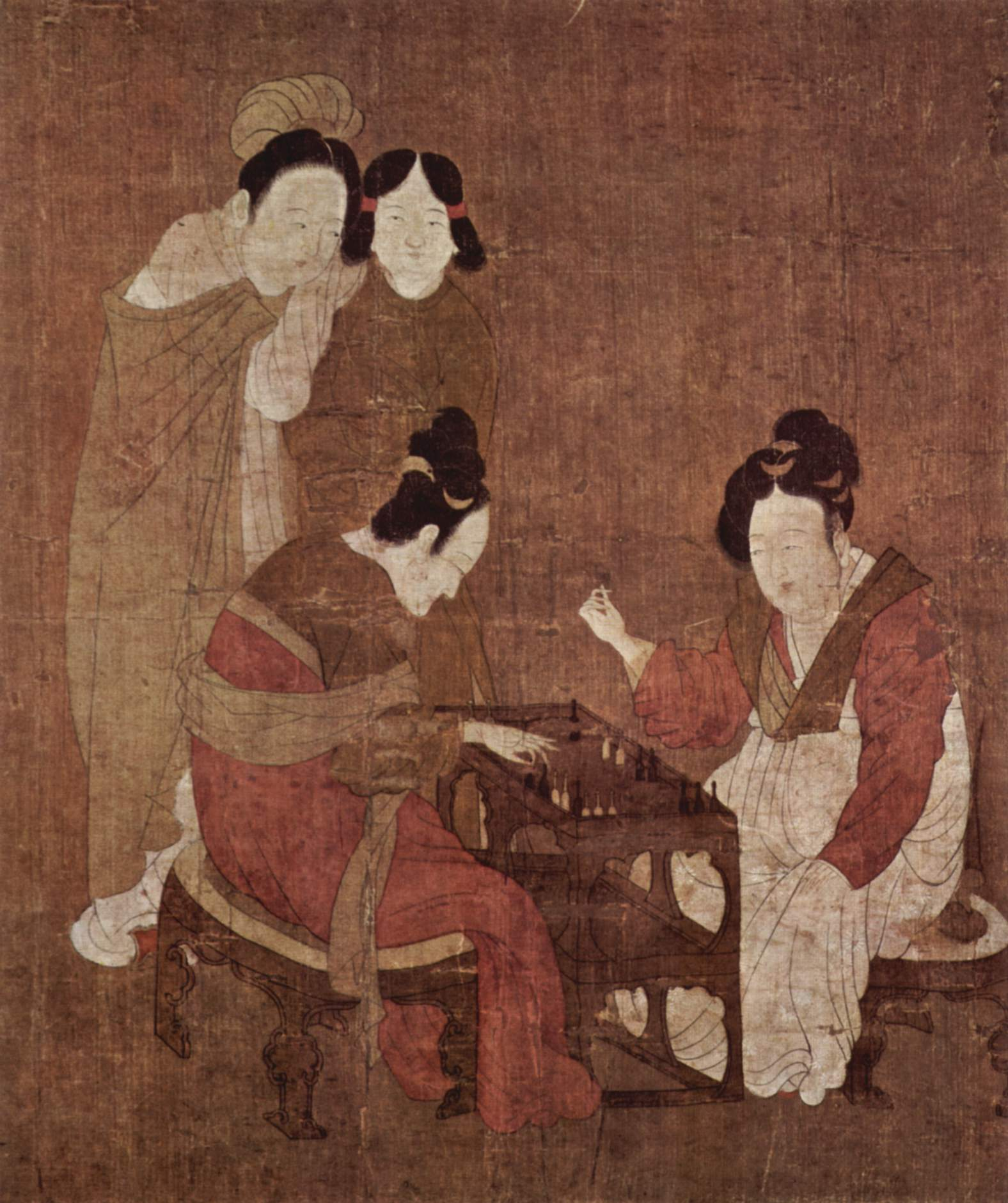
Signora che suona, di Zhou Fang.

Zhou Fang (周昉T, Zhōu FǎngP, Chou FangW, zi: 仲朗T, Zhòng LǎngP; 730 circa – 800 circa) è stato un pittore cinese.

## Biografia

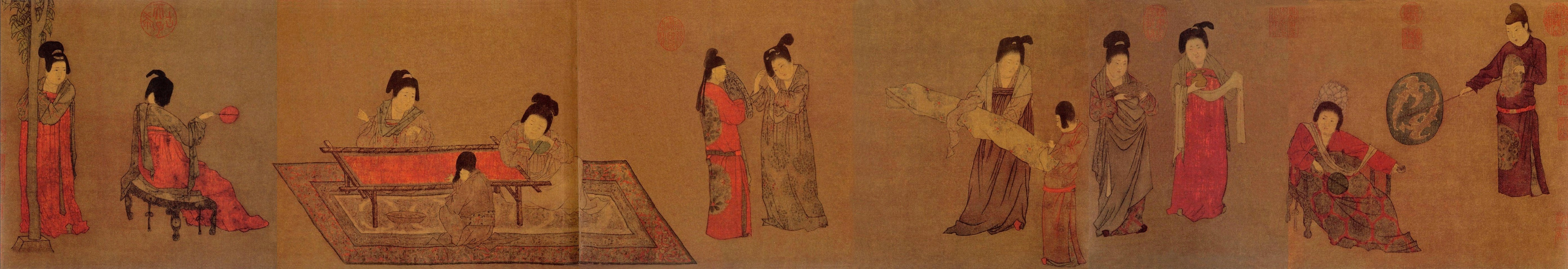
Signora di corte
con servitori, di Zhou Fang, Museo del Palazzo, Pechino.

Viene considerato uno dei più rappresentativi pittori della media dinastia Tang.
Zhou, immerso nell'atmosfera aristocratica della corte dei Tang, riprese ed incentivò il gusto narrativo espresso da Zhang Xuan, celebre per la sua tendenza alla narrazione di trame di vita femminile o galante, che trovò un corrispettivo anche nell'arte funeraria scultorea dell'epoca.
Zhou, di origini nobili, fu attivo nei circoli di corte e si contraddistinse per i soggetti religiosi dedicati all'imperatore, e soprattutto  per i suoi dipinti di figure di corte, specialmente femminili.
Visse nella capitale Tang Chang'an, attualmente Xi'an.
L'elemento più peculiare e originale dell'arte di Zhou è la raffigurazione romantica di figure e di paesaggi.
Divenne celebre per il Concerto campestre, che descrive la lontananza e la solitudine apparente di due figure che però sono unite da una medesima "estasi" musicale, il tutto immerso in un ambiente intimo. Rinomata anche la sua Dama di corte con i capelli adornati con fiori. A lui si deve anche Le donne che giocano al Doppio Sei, nel quale evidenziò la propensione di raffigurare le donne con una certa "paffutezza", non condividendo la gracilità con cui la pittura precedente raffigurava i soggetti femminili, oltre che con le carnagioni chiare, gli indumenti distintivi e gli ornamenti ricchi, che tutti insieme esprimono il senso particolare della bellezza aristocratica.
Con la trovata ingegnosa del gioco, e in uno sfondo bianco e spoglio di elementi, vengono evidenziati i rapporti psicologici tra i soggetti raffigurati.

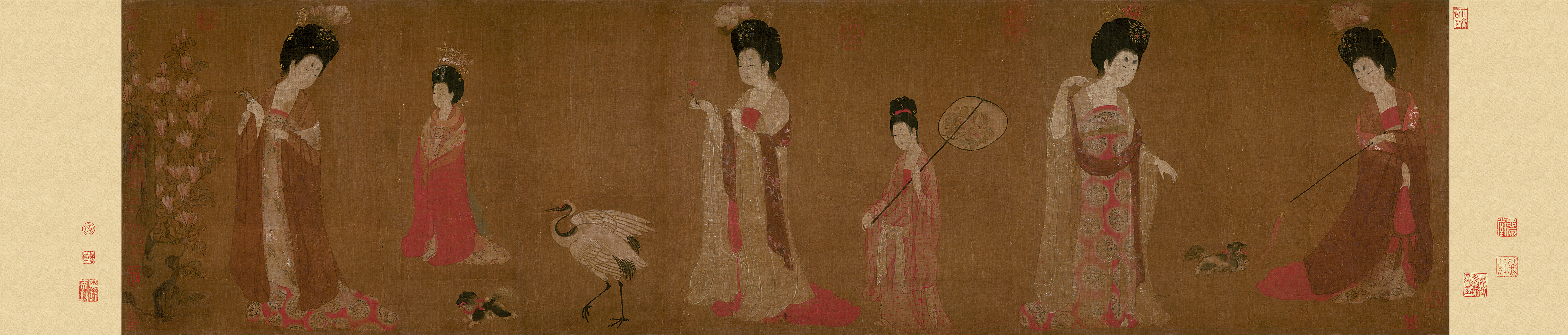
Dama di corte con i capelli adornati con fiori, di Zhou Fang, Liaoning Provincial Museum, Shenyang.

Complessivamente, le opere del pittore, note solamente grazie a copie tardive e talvolta rimaneggiate, mostrano uno spirito molto distante da quello buddista e dalla pittura retorica, così in auge a quel tempo.